# BWF International Series 2010
Die BWF International Series 2010 war die vierte Auflage der BWF International Series im Badminton.

## Turniere und Sieger
| Veranstaltung | Herreneinzel    | Dameneinzel          | Herrendoppel                                              | Damendoppel                                     | Mixed                                      |
| ------------- | --------------- | -------------------- | --------------------------------------------------------- | ----------------------------------------------- | ------------------------------------------ |
| Uganda        | Jinkan Ifraimu  | Carolina Marín       | Dorian James Willem Viljoen                               | Michelle Edwards Annari Viljoen                 | Dorian James Michelle Edwards              |
| Portugal      | Kenn Lim        | Telma Santos         | Martin Kragh Anders Skaarup Rasmussen                     | Alexandra Langley Lauren Smith                  | Zvonimir Đurkinjak Staša Poznanović        |
| Rumänien      | Yeoh Kay Bin    | Hitomi Oka           | Jürgen Koch Peter Zauner                                  | Shinta Mulia Sari Yao Lei                       | Chayut Triyachart Yao Lei                  |
| Mauritius     | Oscar Bansal    | Elisa Chanteur       | Sahir Edoo Yoni Louison                                   | Leisha Cooper Yeldi Louison                     | Yoga Ukikasah Karen Foo Kune               |
| Kenia         | Oscar Bansal    | Anne Hald            | Dorian James Willem Viljoen                               | Annari Viljoen Michelle Edwards                 | Willem Viljoen Annari Viljoen              |
| Finnland      | Raul Must       | Anastasia Prokopenko | Sébastien Vincent Laurent Constantin                      | Barbara Matias Elisa Chanteur                   | Mikkel Delbo Larsen Mie Schjøtt-Kristensen |
| Marokko       | Pedro Martins   | Alaa Fatty           | Oliver Fossy Jean-Michel Lefort                           | Arba Nawar Rajae Rochdy                         | Abdelrahman Kashkal Alaa Fatty             |
| Kroatien      | Ben Beckman     | Nicole Grether       | Joe Morgan James Phillips                                 | Nicole Grether Charmaine Reid                   | Zvonimir Đurkinjak Staša Poznanović        |
| Thailand      | Ajay Jayaram    | Ratchanok Intanon    | Muhammad Syawal Mohd Ismail Iskandar Zulkarnain Zainuddin | Rodjana Chuthabunditkul Soikhaimuk Hongchookeat | Patipat Chalardchaleam Savitree Amitrapai  |
| Slowenien     | Pablo Abián     | Lianne Tan           | Ruud Bosch Koen Ridder                                    | Natalia Pocztowiak Staša Poznanović             | Mao Hong Natalia Pocztowiak                |
| Singapur      | Hong Seung-ki   | Chen Jiayuan         | Albert Saputra Rizki Yanu Kresnayandi                     | Yim Jae-eun Lee Se-rang                         | Yohan Hadikusumo Wiratama Tse Ying Suet    |
| Ungarn        | Ville Lång      | Karin Schnaase       | Peter Käsbauer Josche Zurwonne                            | Johanna Goliszewski Carla Nelte                 | Jacco Arends Selena Piek                   |
| Tahiti        | Alistair Casey  | Cee Nantana Ketpura  | Ross Smith Glenn Warfe                                    | Leanne Choo Kate Wilson-Smith                   | Ross Smith Kate Wilson-Smith               |
| Suriname      | Kevin Cordón    | Cristina Aicardi     | Kevin Cordón Rodolfo Ramírez                              | Cristina Aicardi Alejandra Monteverde           | Virgil Soeroredjo Mireille van Daal        |
| Mongolei      | Michal Matejka  | Monika Fašungová     | Maoni Hu He Enkhmandakh Purevsuren                        | Monika Fašungová Gerelmaa Batchuluun            | Michal Matejka Monika Fašungová            |
| Botswana      | Giovanni Traina | Agnese Allegrini     | Dorian James Willem Viljoen                               | Annari Viljoen Michelle Edwards                 | Dorian James Michelle Edwards              |
| Syrien        | Heri Setiawan   | Özge Bayrak          | Kashif Sulehri Rizwan Azam                                | Cemre Fere Özge Bayrak                          | Lasitha Menaka Renu Hettiarachchige        |
| Zypern        | Viktor Axelsen  | Carolina Marín       | Didit Juang Indrianto Seiko Wahyu Kusdianto               | Romina Gabdullina Evgeniya Kosetskaya           | Niclas Nøhr Lena Grebak                    |
| Wales         | Pablo Abián     | Anita Raj Kaur       | Peter Käsbauer Josche Zurwonne                            | Joanne Quay Anita Raj Kaur                      | Peter Käsbauer Johanna Goliszewski         |
| Südafrika     | Kaveh Mehrabi   | Agnese Allegrini     | Chris Dednam Roelof Dednam                                | Özge Bayrak Öznur Çalışkan                      | Chris Dednam Annari Viljoen                |